# جورج هاردي
جورج هاردي (بالإنجليزية: George Hardie)‏ (ولد عام 1944) هو مصمم جرافيك ورسام تصويري ومدرس إنجليزي، اشتهر بعمله على إنتاج أغلفة ألبومات لفرق وفنانين روك بالاشتراك مع فريق التصميم الفني البريطاني هيبنوسيس.
بعد ذهابه للكلية الملكية للفنون في لندن، قام هاردي بعقد شراكة مع شركاء نيكولاس ثيركيل (بالإنجليزية: Nicholas Thirkell Associates)‏ (استديوهات NTA)، وتعاون مع بوب لوري، بوش هوليهيد ومالكوم هاريسون، بالإضافة لكل من ستورم ثورغيرسون وأوبري باول من هيبنوسيس. ومن أشهر أعماله تصميمه لغلاف ألبوم لد زبلين (1969) وهو أول ألبوم قامت لد زبلين بإصداره، بالإضافة لألبوم فرقة بينك فلويد ذا دارك سايد أوف ذا مون (1973) وويش يو وير هير (1975). كمصمم ورسام توضيحي، عمل هاردي على صعيد عالمي.

## روابط خارجية
- جورج هاردي على موقع ميوزك برينز (الإنجليزية)
- جورج هاردي على موقع أول ميوزيك (الإنجليزية)
- جورج هاردي على موقع ديسكوغز (الإنجليزية)
- أرشيف جورج هاردي - Research Esteem
- أرشيف جورج هاردي - Research Activity
- أرشيف جورج هاردي - Research Interests
- أرشيف جورج هاردي - A retrospective
- أرشيف جورج هاردي - Porfolio of major works
- السيرة الذاتية لهاردي على Brighton